# Dorfkirche Rackith

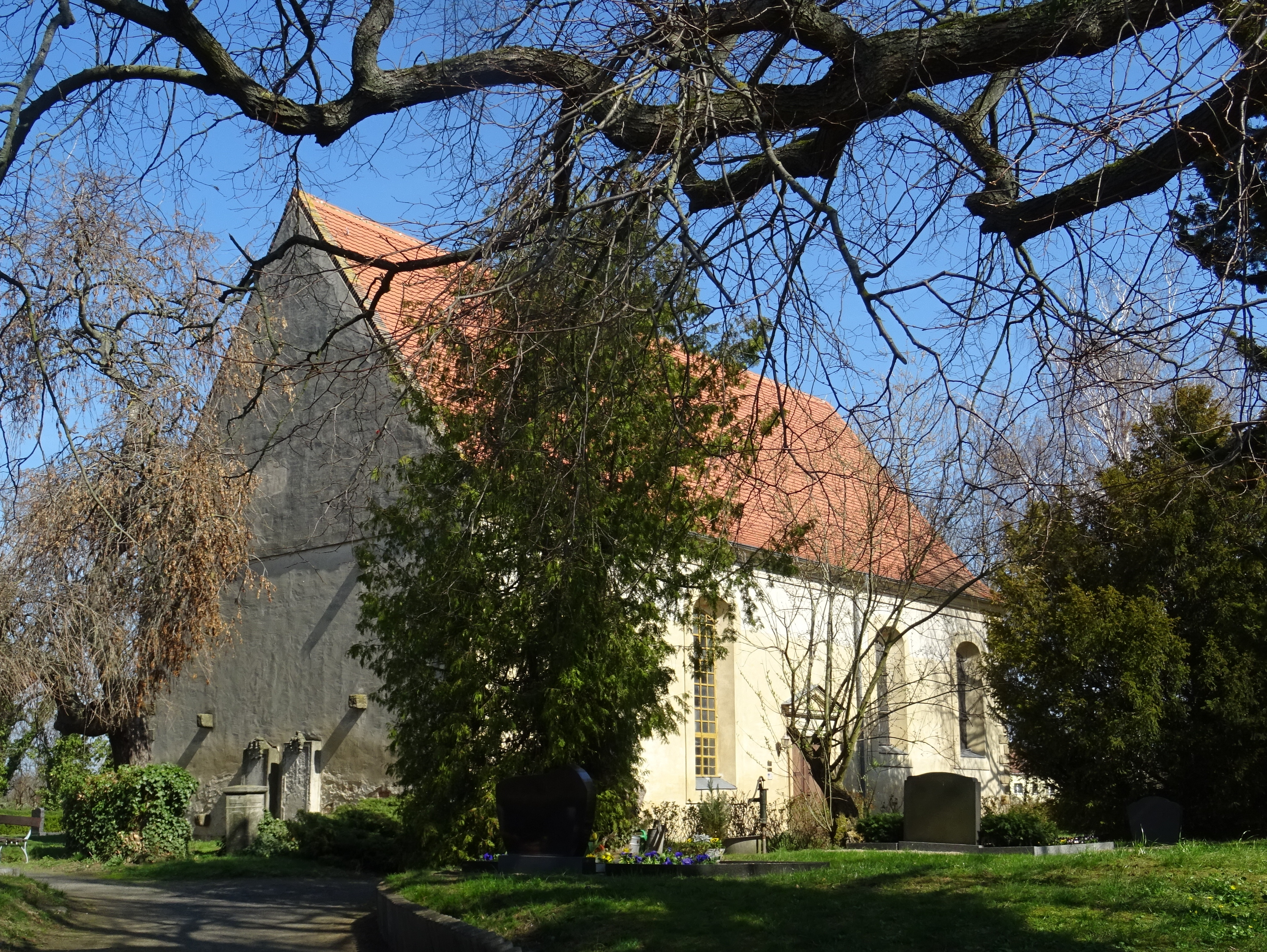
Dorfkirche Rackith

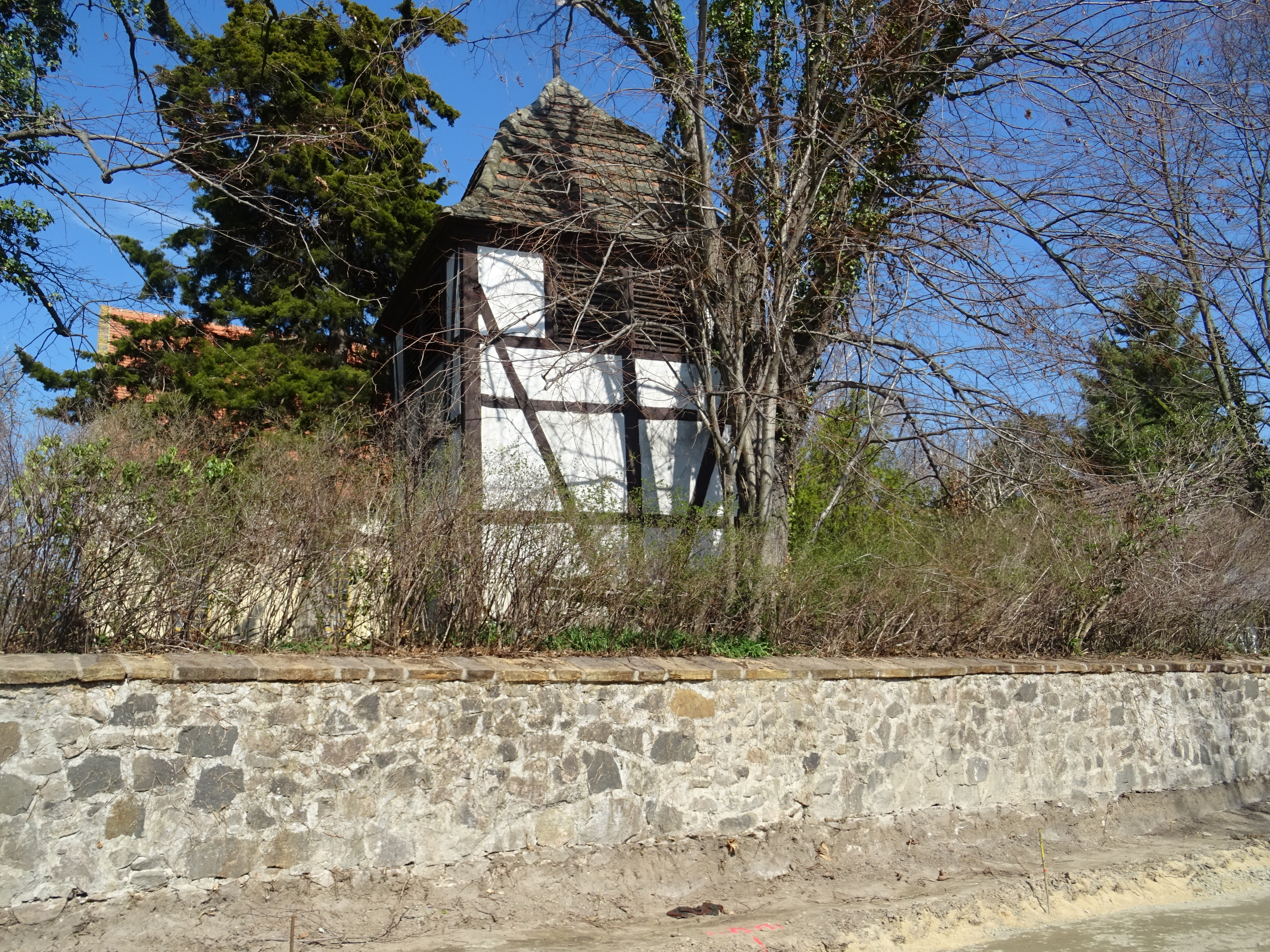
Glockenturm auf dem Kirchhof

Die evangelisch-lutherische Dorfkirche Rackith ist eine barocke Saalkirche im Ortsteil Rackith der Stadt Kemberg im Landkreis Wittenberg in Sachsen-Anhalt. Sie entwickelte sich aus einem ersten im Mittelalter errichteten einfachen Kirchengebäude und gehört zum Pfarrbereich Kemberg im Kirchenkreis Wittenberg der Evangelischen Kirche in Mitteldeutschland. Das Bauwerk in der Rackither Dorfstraße ist seit den 1970er Jahren ein Baudenkmal.

## Geschichte
Die zuerst turmlose Saalkirche mit dreiseitigem Ostschluss wurde in verputztem Backsteinmauerwerk mit Sockel und Eckverband in Sandsteinquadern auf mittelalterlichen Grundmauern erbaut. In den folgenden Jahrhunderten wurde das Gotteshaus mehrfach umgebaut oder erweitert. Vor allem ließ die Gemeinde im 18. Jahrhundert einen freistehenden Glockenturm auf dem nebenliegenden Friedhof hinzusetzen. Dieser besteht aus Fachwerk mit geschweifter Dachhaube und trägt die Jahreszahl 1730. − Die Kirchengemeinde bestand ursprünglich aus den Christen der Dörfer Rackith, Bietegast und Lammsdorf. − Nach der deutschen Wiedervereinigung und der Neugründung des Bundeslandes Sachsen-Anhalt schlossen sich im Jahr 2003 15 Dörfer der ersten Gemeinde an und bildeten den Pfarrbereich Pretzsch. Insgesamt hatte die Gemeinde damit rund 200 gläubige Mitglieder.

## Architektur
Das Südportal von 1700 ist mit profiliertem Gewände und Dreieckgiebel versehen. Das Innere schließt mit einer hölzernen Decke und beachtlicher barocker Deckenbemalung, die Michael Adolf Siebenhaar aus Wittenberg im Jahr 1730 ausgeführt hat. Sie zeigt einen Hintergrund mit Bandelwerk, Akanthusranken, Palmwedeln, Blumenbouquets, Draperien und Vasen. Er breitet sich über den Altar in der gesamten Fläche aus, auch nach Westen in sechs Fenstern mit illusionistischen Öffnungen zum Himmel hin und mit in Wolken schwebenden Engeln.

## Ausstattung
Die gegenwärtige Ausstattung stammt geschlossen aus dem 18. Jahrhundert. Das Hauptwerk ist ein Altaraufsatz mit Malereien von Siebenhaar, die das Abendmahl, die Kreuzigung und die Himmelfahrt mit flankierenden weinlaubumwundenen gedrehten Säulen und Engeln mit den Leidenswerkzeugen Christi in Akanthusranken zeigen. Der gemauerte Stipes mit Sepulcrum stammt aus dem Mittelalter.
Die polygonale marmorierte Kanzel ruht auf einem Balusterschaft und ist mit einem Schalldeckel versehen. Die Felder des Korbes sind mit Arkaden gegliedert; die Bilder der Evangelisten werden wegen ihrer Qualität ebenfalls Siebenhaar zugeschrieben. An den Kanten sind geschnitzte, versilberte Akanthusgirlanden angebracht.
Eine dreiseitige Westempore ist an den Längsseiten doppelgeschossig ausgeführt. Das Gestühl ist mit ornamental geschnitzten Wappenbrettern geschmückt, an der Süd- und Nordseite ist Kastengestühl eingebaut. Die östliche Nordwand trägt drei Patronatslogen mit Wappenmalereien, in der mittleren Loge befindet sich eine Wand- und Deckenbespannung mit figürlichen Malereien. An der Chorwand sind sieben Inschriftgrabsteine der Familie von Witzleben aus dem 17./18. Jahrhundert aufgestellt. Zwei Grabsteine von ehemals hier tätigen Pastoren stammen aus den Jahren 1707 und 1736. Ein Kruzifixus mit lebensgroßem Corpus aus dem 15. Jahrhundert zeigt noch Reste von Assistenzfiguren. Der Taufstein stammt aus dem Jahr 1806.
Die Orgel ist ein Werk von Moritz Baumgarten und wurde auf der Empore installiert.

## Kirchhof
Wie anfangs üblich, erfolgten die Bestattungen auf Flächen, die sich um das Kirchengebäude erstreckten. Hier sind unter anderem drei Grabmäler aus dem 18. und aus der Mitte des 19. Jahrhunderts erhalten.